# Martin Stixrud
Martin Stixrud (Oslo, Noruega, 9 de fevereiro de 1876 – Oslo, Noruega, 8 de janeiro de 1964) foi um patinador artístico norueguês. Ele conquistou uma medalha de bronze olímpica em 1920.

## Resultados
| Resultados                                            | Resultados    | Resultados    | Resultados        | Resultados      | Resultados    | Resultados    | Resultados      | Resultados      | Resultados      | Resultados        | Resultados      | Resultados      | Resultados       | Resultados      | Resultados      |
| Internacional                                         | Internacional | Internacional | Internacional     | Internacional   | Internacional | Internacional | Internacional   | Internacional   | Internacional   | Internacional     | Internacional   | Internacional   | Internacional    | Internacional   | Internacional   |
| Evento/Temporada                                      | 1909– 1910    | 1910– 1911    | 1911– 1912        | 1912– 1913      | 1913– 1914    |               | 1915– 1916      | 1916– 1917      | 1917– 1918      | 1918– 1919        | 1919– 1920      | 1920– 1921      | 1921– 1922       | 1922– 1923      | 1923– 1924      |
| ----------------------------------------------------- | ------------- | ------------- | ----------------- | --------------- | ------------- | ------------- | --------------- | --------------- | --------------- | ----------------- | --------------- | --------------- | ---------------- | --------------- | --------------- |
| Jogos Olímpicos                                       |               |               |                   |                 |               |               |                 |                 |                 | Medalha de bronze |                 |                 |                  |                 |                 |
| Campeonato Mundial                                    |               | 6.º           |                   |                 | 11.º          |               |                 |                 |                 |                   |                 | 4.º             |                  | 7.º             |                 |
| Campeonato Europeu                                    | 5.º           |               | Medalha de bronze | 6.º             |               |               |                 |                 |                 |                   |                 | 5.º             | Medalha de prata |                 |                 |
| Campeonato Nórdico                                    |               |               |                   |                 |               |               |                 |                 | Medalha de ouro | Medalha de prata  | Medalha de ouro |                 |                  |                 |                 |
| Nacional                                              |               |               |                   |                 |               |               |                 |                 |                 |                   |                 |                 |                  |                 |                 |
| Campeonato Norueguês                                  |               |               |                   | Medalha de ouro |               |               | Medalha de ouro | Medalha de ouro | Medalha de ouro | Medalha de ouro   | Medalha de ouro | Medalha de ouro | Medalha de ouro  | Medalha de ouro | Medalha de ouro |
|                                                       |               |               |                   |                 |               |               |                 |                 |                 |                   |                 |                 |                  |                 |                 |
| Legenda: Competição não foi disputada nesta temporada |               |               |                   |                 |               |               |                 |                 |                 |                   |                 |                 |                  |                 |                 |